# 劉錦玲
劉錦玲（英語：Jay Lau Kam Ling；1967年1月15日—），香港女演員及主持，1990年經亞洲電視出道，曾為亞洲電視及無綫電視合約藝員。她曾是1990年代的當家花旦，在《銀狐》、《勝者為王III王者之戰》、《當女人愛上男人》、《天龍八部》、《林世榮》、《絕世好爸》等多齣電視劇中以重要角色身份登場，2006年約滿離開無綫電視後逐漸淡出演藝圈。

## 背景
劉錦玲有十一名兄弟姐妹，自己排行第十，父母分別是東莞暨順德人，親戚在她7歲那年分批遷往美國三藩市居住。她曾就讀坪石天主教小學、順利天主教中學（初中）和靜宜女子中學（高中），修畢高中未幾就花費了四年時間，完成舊金山城市學院兩年制舞蹈與心理學副學士課程；1990年1月從周梁淑怡年代的第7期亞洲電視藝員訓練班畢業後，開始拍攝電視劇集，包括《銀狐》、《戲王之王》、《勝者為王III王者之戰》等，均擔演重要角色；1992年應電影製作人邀請參演《風塵三俠》，翌年憑與劉德華合作的《天長地久》獲提名《第13屆香港電影金像獎》「最佳新演員」。1994至1995年也曾擔任資訊娛樂節目《今日睇真D》其中一位主持。
其後，劉錦玲於1995年約滿亞洲電視，同年11月跟無綫電視簽部頭合約，拍攝她第一套該台劇集《當女人愛上男人》，1997年則參與由李添勝監製的金庸小說電視劇《天龍八部》，飾演活潑機靈兼賢良淑德的「阿朱」；該劇現時仍在內地電視台及網絡媒體上重播，是其電視劇代表作之一，可適逢2002年《東周刊》大肆報導劉姓女星綁架案，令她一直被謠傳是那名受害者，故此多年來屢次對外澄清事件。
劉錦玲在2003年分別於《帝女花》、《洗冤錄II》裡飾演「田彩蝶（貴妃）」及「紫霞郡主」兩個反派角色，再次備受注目。2006年，她在梅小青監製的《法證先鋒》內參演患病賢妻「古澤瑤」一角，同年約滿後選擇以自由身接洽演藝工作且投身保險界，期間亦到外地登台演出；2007年又獲邀客串杜琪峰和韋家輝的《神探》中「冷靜」一角，而最後一部參與作品為2008年電影《奪帥》。
2018年，劉錦玲透過個人社交網站專頁透露，2015年已取得美國三藩市州立大學學士學位（主修社會學、副修心理輔導），惟至今離開演藝圈多年，暫未有復出計劃。她現時定居美國和從事教育工作，擔任《大公報》、《明報周刊》「星陣」專欄作家，更攻讀碩士課程，希望日後可以考牌做輔導員。

## 演出作品

### 電視劇（亞洲電視）
| 首播   | 劇名                 | 角色                               |
| 1990年 | 法本無情             | 彭皓君                             |
| 1990年 | 滿清十三皇朝（溥儀） | 文 繡                              |
| 1990年 | 劍神                 | 范 妮                              |
| 1991年 | 衝出校園             | 李佩玲                             |
| 1991年 | 龍泉奇俠             | 查秀雯                             |
| 1991年 | 大提琴與點38         | 紀 敏                              |
| 1991年 | 豪門                 | 李欣如                             |
| 1992年 | 本是同根             | 梁小玲                             |
| 1992年 | 烈火雄風             | 張寧兒                             |
| 1992年 | 李小龍傳             | 余安妮                             |
| 1992年 | 航天行動             | 艾 婷                              |
| 1993年 | 槍神                 | 何小月                             |
| 1993年 | 銀狐                 | 江凱倫                             |
| 1993年 | 宋氏姊妹             | 宋美齡                             |
| 1993年 | 皇家警察實錄         | 軍裝女警（單元：皇家師姐）         |
| 1993年 | 新香港奇案           | 莊曉玫（單元：高超道邨電梯情殺案） |
| 1993年 | 勝者為王III王者之戰  | 阮少芬                             |
| 1994年 | 戲王之王             | 喬 茵                              |

### 電視劇（無綫電視）
| 首播   | 劇名           | 角色             |
| 1996年 | 廉政行動1996   | 陳曉彤           |
| 1997年 | 當女人愛上男人 | 莊詠琳           |
| 1997年 | 天龍八部       | 阿 朱            |
| 1997年 | 真命天師       | 荷抱子           |
| 1998年 | 掃黃先鋒       | 彭小軍           |
| 1998年 | 林世榮         | 瑪 莉            |
| 2001年 | 南龍北鳳       | 宋綺文           |
| 2002年 | 流金歲月       | 易從心（Abby）   |
| 2002年 | 絕世好爸       | 高玉怡（Wasabi） |
| 2003年 | 洗冤錄II       | 紫霞郡主         |
| 2003年 | 帝女花         | 田彩蝶（貴妃）   |
| 2005年 | 學警雄心       | 張慧心           |
| 2006年 | 法證先鋒       | 古澤瑤           |
| 2008年 | 法證先鋒II     | 古澤瑤（客串）   |

### 電視電影
| 首映   | 電影名                                     | 角色                     |
| 1991年 | 香港奇案之霧夜屠夫（亞洲電視電影）         | 心理醫生                 |
| 1992年 | 一千靈異夜（亞洲電視電影）                 | 陳鳳梅（單元：護花使者） |
| 1995年 | 孽海狂花（無綫電視電影）                   | 子 晴（寶琪）            |
| 1997年 | 賊至尊（無綫電視電影）                     | 勤                       |
| 2001年 | 現代童話（香港電台電視製作）               |                          |
| 2003年 | 非常平等任務（香港電台電視製作）           |                          |
| 2003年 | 親密殺機（無綫電視電影）                   |                          |
| 2004年 | 紅杏劫（無綫電視電影）                     | 李少媚                   |
| 2005年 | 春風伴我行（一路好走）（香港電台電視製作） | 黃校長                   |
| 2006年 | 愛·回家（向生命致敬院線 福音電影）         | 凌太                     |

### 電影
| 首映   | 電影名               | 角色           |
| 1993年 | 風塵三俠             | Joyce          |
| 1993年 | 新仙鶴神針           | 玉蕭仙子       |
| 1993年 | 天長地久             | 何寶玲         |
| 1994年 | 999谁是凶手          | 梁志華妻子     |
| 1994年 | 飛虎雄師之極道戰士   | May            |
| 1995年 | 搶閘媽咪             | 蘭             |
| 1996年 | 偷偷愛你             | 陳帶娣（癡心） |
| 1996年 | 東方快車             | 大衛妻子       |
| 1997年 | 元洲街王后           | 王 妃          |
| 1998年 | 殺手再培訓           | 阿 雪          |
| 1998年 | 即時行刑             | 阿 萍          |
| 1999年 | 紅伶奇冤（楊月樓傳） | 周慧娟         |
| 2005年 | 愛·回家              | 穎穎母親       |
| 2007年 | 賭神之神             | 阿紹妹妹       |
| 2007年 | 神探                 | 何知慧         |
| 2007年 | 降頭                 | 陳莉莉（Lily） |
| 2008年 | 青苔                 | 護 士          |
| 2008年 | 奪帥                 | 祖斯芬妮       |

### 電視節目
| 首播          | 節目名                          | 備註       |
| 亞洲電視      |                                 |            |
| 1994 - 1995年 | 今日睇真D                       | 主持之一   |
| 無綫電視      |                                 |            |
| 1996年        | 為食到新加坡                    | 主持之一   |
| 1996年        | 超級無敵獎門人                  | 第12集嘉賓 |
| 1998年        | 康泰最緊要好玩 海南島旅遊新發現 | 主持之一   |
| 1999年        | 驚天動地獎門人                  | 第15集嘉賓 |
| 1999年        | 愛心延續獻再生                  | 主持之一   |
| 2001年        | 星晨旅遊北京真的感受            | 主持之一   |
| 2002年        | 星晨旅遊雲南真程趣              | 主持之一   |
| 2003年        | 星晨旅遊日本和歌山真程趣        | 主持之一   |
| 2008年        | 都市閒情                        | 客席主持   |

## 曾獲獎項與提名
| 年份 | 頒獎典禮             | 獎項       | 影片         | 角色   | 結果 |
| ---- | -------------------- | ---------- | ------------ | ------ | ---- |
| 1994 | 第13屆香港電影金像獎 | 最佳新演員 | 《天長地久》 | 何寶玲 | 提名 |

## 外部連結
- 劉錦玲的Facebook專頁
- 劉錦玲健康資訊專頁的Facebook專頁
- 劉錦玲的新浪微博
- 劉錦玲在香港影庫上的簡介
- 劉錦玲簡歷